# Gorizia (provincie)
De provincie Gorizia (Sloveens: Gorica/ Friulaans: Gurize) is gelegen in de Noord-Italiaanse regio Friuli-Venezia Giulia. Ze grenst in het noorden aan de provincie Udine en in het oosten aan Slovenië en de provincie Triëst. De provincie werd op 30 september 2017 opgeheven. De regio Friuli-Venezia Giulia was sindsdien niet meer in 4 provincies, maar in 18 Unioni territoriali intercomunali (UTI) (intergemeentelijke unies) verdeeld. Het grondgebied van de vroegere provincie is thans deel van de UTI's Collio-Alto Isonzo (Gorizia) en Carso Isonzo Adriatico (Monfalcone). 
In 2019 werd de provincie echter opnieuw opgericht als Regionale Decentralisatie-eenheid Gorizia (Italiaans: ente di decentramento regionale di Gorizia/Sloveens: enota deželne decentralizacije Gorica/Friulaans: ent di decentrament regjonâl di Gurize) 
Het noordelijke deel van de provincie ligt in de heuvelachtige streek Collio. De vroegere hoofdstad Gorizia is gelegen aan de rivier de Isonzo die vanuit de Julische Alpen in Slovenië naar de Adriatische Zee loopt. In de Eerste Wereldoorlog was de stad het strijdtoneel tussen de Italiaanse en Oostenrijks-Hongaarse legers. Op de heuvel Monticello staat het robuuste kasteel van de stad met een kleine middeleeuwse nederzetting eronder. Het kasteel werd in de Eerste Wereldoorlog verwoest maar is in 1934 geheel herbouwd.
Het zuidelijke deel is vlak. Hier ligt de moderne stad Monfalcone waar op de scheepswerven cruiseschepen gebouwd worden. De belangrijkste plaats voor het toerisme in de provincie is Grado. Dit ligt op een eiland dat met het vasteland verbonden is door een weg. In het oude centrum, met zijn nauwe straatjes en kleine pleinen staat de kathedraal S. Eufemia, binnen ligt een goed bewaarde 6de-eeuwse mozaïkvloer.